# Christian Thørrestrup
Jens Christian Thørrestrup, född 8 maj 1823 i Köpenhamn, död 15 december 1892 i Köpenhamn, var en dansk målare.
Han var son till skomakarmästaren Christen Jensen Thørrestrup och Agnete Johanne Øgaard och från 1851 gift med Christiane Amalie Werning. Thørrestrup studerade vid Det Kongelige Danske Kunstakademi 1838 samtidigt gick han i lära till yrkesmålare 1840–1843. Han medverkade i Konstakademiens utställningar i Stockholm på 1860-talet och i en rad utställningarna på Charlottenborg i Köpenhamn. Hans konst består av genrebilder, porträtt, landskapsskildringar och ett stort antal altartavlor bland annat Kristus och lärjungarna i Emaus som finns i Härslövs kyrka. Thørrestrup är representerad vid bland annat Randers museum, Bornholms Kunstmuseumm, Museum of Modern Art i Aalborg och Statens Museum for Kunst i Köpenhamn.